# Isla Komodo

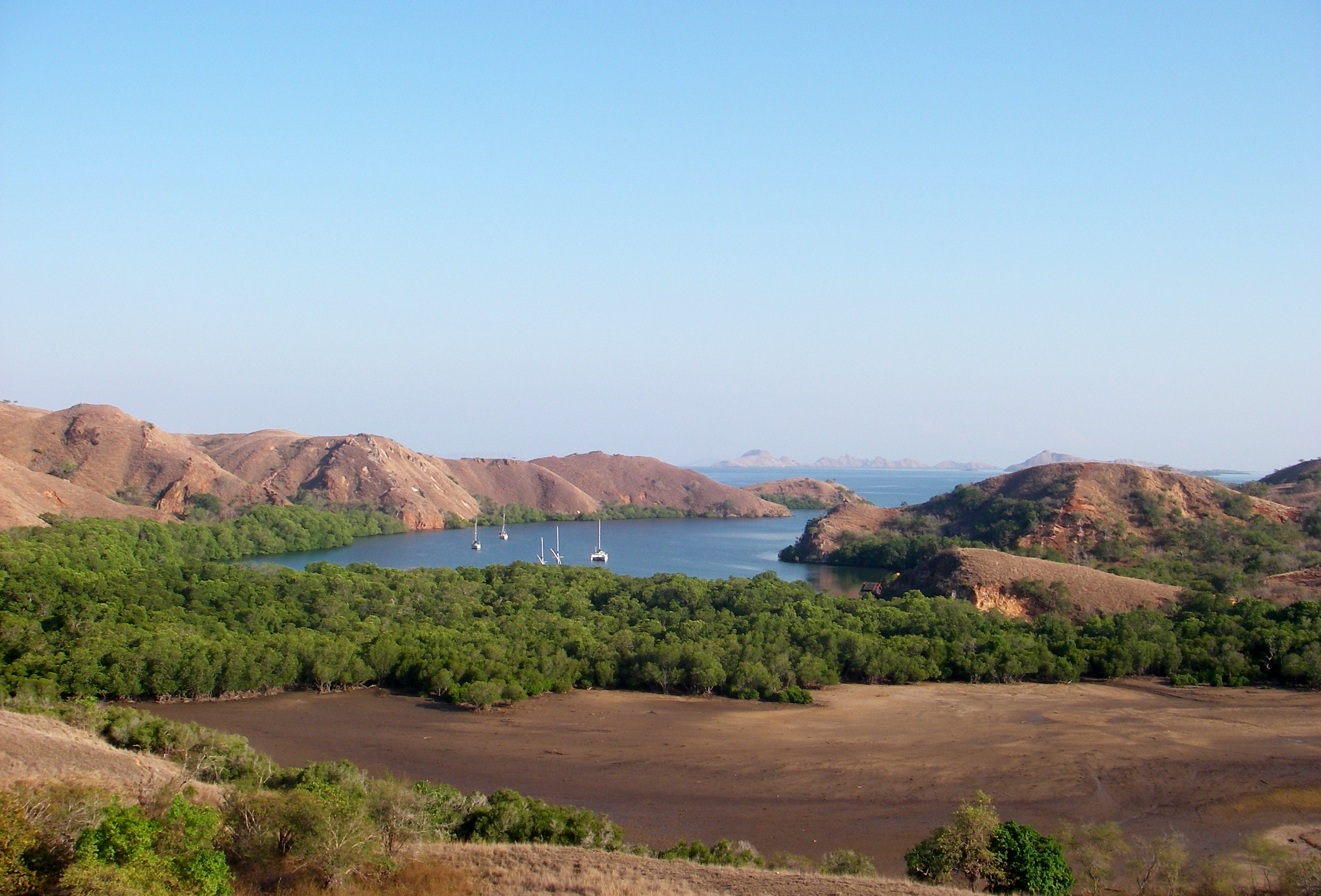
Vista de la isla

La isla de Komodo es una pequeña isla de Indonesia ubicada en las islas menores de la Sonda. Es famosa por albergar a los dragones de Komodo. Administrativamente, pertenece a la provincia de Nusatenggara Oriental. 

## Geografía
Komodo se encuentra entre la isla de Sumbawa al oeste y la de Isla de Flores al este. Tiene una extensión de 390 km².
La isla pertenece al Cinturón de Fuego del Pacífico y es por lo tanto de origen volcánico. Su punto culminante es el monte Satalibo (Gunung Satalibo), de 735 m de altitud.
El clima depende de la altitud y de los monzones. Las zonas costeras son relativamente secas, mientras que los flancos y los altos de las montañas están cubiertos de bosques semitropicales. Aparte de las regiones boscosas en altitud que mantienen una humedad constantes todo el año, el resto de la isla tiene una larga estación seca de 8 meses y recibe fuertes lluvias monzónicas estacionales. De noviembre a marzo soplan vientos del oeste, y de abril a octubre vientos secos del este.
Su población principal es el pueblo de Komodo, en la costa este de la isla, cuyos habitantes viven de la pesca y de las actividades relacionadas con el parque nacional de Komodo. Su población era de aproximadamente 30 personas en 1928, pero debido a la inmigración de otras islas de la región alcanzó 1169 personas en 1999. El resto de los isleños se reparten en unas pocas aldeas diseminadas por la costa de la isla.

## Habitantes
Los habitantes de la isla, que suman 2000, proceden de Sumbawa, Flores y el sur de Célebes. Los pobladores de Célebes pertenecen a los grupos étnicos Sku Bajau y Bugis. Los habitantes autóctonos de Komodo son los Ata Modo, que se mezclaron con los migrantes de otras islas y antiguos presos que fueron exiliados a la isla. La mayoría de la población practica el Islam, y existe una minoría cristiana e hindú. 

## Ecología y turismo

Vista aérea del norte de la isla

Komodo y las islas próximas de Rinca, Gili Damasi, Gili Motang y Padar conforman desde 1980 el parque nacional de Komodo. Junto con algunas partes de la isla de Flores, el Parque es el único hábitat natural del dragón de Komodo, un animal único que ha justificado la inclusión de la zona en la lista de Patrimonios de la Humanidad por la Unesco. Además, la isla es un destino popular entre los buceadores. Es desde el 11 de noviembre de 2011 una de las siete maravillas naturales del mundo.